# Jitter
Jitter is onregelmatigheid in de tijdbasis van een digitaal signaal, of het storende signaal dat hierdoor wordt veroorzaakt.
In de geluidstechniek kan jitter een oorzaak zijn van kwaliteitsverlies bij opnemen of weergeven van een digitaal verwerkt geluid.

## Digitale geluidsregistratie en weergave
Bij het opnemen van geluid hoort de AD-converter (analoog naar digitaal omzetter) zijn samples van het analoge signaal met heel nauwkeurige regelmaat te nemen. Komt een sample iets te vroeg of te laat tijdens een flank in het signaal, dan kan de sample een andere waarde krijgen. Bij grote afwijkingen in de klok kan dit afwijkingen in het geluid veroorzaken die lijken op wow en flutter. Omdat het normaal gesproken niet mogelijk is deze afwijkingen tijdens het samplen achteraf te reconstrueren, is het ook niet mogelijk om deze afwijkingen bij weergave te elimineren.
Niet alleen bij de omzetting van analoog naar digitaal, maar ook bij die van digitaal naar analoog zoals in een cd-speler kan jitter ontstaan, bijvoorbeeld door een onregelmatige klokbasis van de cd-speler. Bij een onregelmatige klokbasis levert de DAC te vroeg of te laat het analoge signaal af dat bij de digitale ingang past. Daardoor wordt de gewenste golfvorm niet meer gevolgd en ontstaan er afwijkingen daarvan.
Meestal gaat het dan om afwijkingen onder het niveau van -80 dBFS.

## IP-netwerk
Jitter in IP-netwerken is de variërende vertraging in het afleveren van datapakketten.

## Stem
Jitter wordt ook gebruikt in de logopedie en stempathologie. Dan beschrijft het de regelmatigheid of onregelmatigheid van de stembandtrillingen in de duur van een stemperiode (het eenmaal open en dichtgaan van de stemplooien).